# 李朗秋
李朗秋（1927年10月—1990年10月5日），昵称朗爹，湖南省岳阳县人，男，汉族。中华人民共和国政治人物。

## 生平
1927年10月生于岳阳县步仙区关王乡，年幼时因家境贫寒而辍学。
1949年8月在家乡参加支前秋征工作；1951年4月起，他历任岳阳县八区农会主任、副区长、区长、区委副书记；1952年11月加入中国共产党；1954年3月任岳阳县二区区委副书记；1955年3月任岳阳县农村工作部副部长；1955年4月任岳阳县人民政府副县长；1958年4月任岳阳县梅溪乡党委书记；1959年2月任岳阳县委工交部长、副县长；1961年9月调任君山农场党委副书记、场长、书记；“文化大革命”期间，他顶住种种压力坚守工作岗位，保护众多落难的干部和知识分子；1974年1月任中共岳阳地委副书记、地革委副主任；1975年12月任长沙市委副书记；1980年7月再次任岳阳地委副书记，并于1981年11月兼任县级岳阳市委书记。
1975年6月，湖南省委书记毛致用主持湖南省委工作时（此时省委第一书记华国锋已兼任国务院副总理），在岳阳地委《关于复修铁山水库的请示报告》上亲自作出批示，重新启动铁山水库工程建设。1981年，有人通过内参向中央报告：“劳民伤财的铁山工程就当下马”。胡耀邦批示时任国家农委副主任李瑞山一行到岳阳调查后，与万里副总理同意铁山水库恢复建设。毛致用亲自点派已调任长沙市委副书记的李朗秋回岳阳工作，并兼任铁山工程建设总指挥长，使大坝工程按期于1982年4月竣工。
1983年8月岳阳市升为省辖市后任中共岳阳市委书记，同年兼任中共岳阳地委宣传部长:29，1985年6月当选为中共湖南省第五届省委委员，1986年1月兼任岳阳市军分区第一政委；在市委任职期间，他主张岳阳市应该以石油化工、轻纺食品、贸易港口、风景旅游为主要产业，他提出的发展战略，也被部分学者视为岳阳市起步和腾飞的基础；1986年2月岳阳地市合并后，他积极响应领导班子年轻化，主动从一线领导岗位退下，次月转任市委特邀顾问。
1990年10月5日因患癌症逝世，享年63岁。